# سياد حجي
سياد حجي (بالإنجليزية: Siad Haji)‏ هو لاعب كرة قدم صومالي وكيني وأمريكي في مركز الوسط، ولد في 1 ديسمبر 1999 في Kakuma ‏ في كينيا. لعب مع Capital FC ‏.

## وصلات خارجية
- سياد حجي على موقع الدوري الأمريكي (الإنجليزية)
- سياد حجي على موقع قاعدة بيانات كرة القدم.إي يو (الإنجليزية)
- سياد حجي على موقع ناشيونال فوتبول تيمز (الإنجليزية)
- سياد حجي على موقع Soccerway.com (الإنجليزية)